# Trmice (nádraží)
Trmice jsou jedním z obvodů stanice Ústí nad Labem západ a železniční zastávka (dříve samostatná stanice), která se nachází ve městě Trmice v okrese Ústí nad Labem. Zastávka leží v km  4,541 elektrizované dvoukolejné tratě Ústí nad Labem – Úpořiny – Bílina v západní části stanice Ústí nad Labem západ směrem ke stanici Řehlovice.

## Historie
Železniční stanice byla zprovozněna uvedením tratě společnosti Ústecko-teplická dráha (ATE) do provozu v květnu 1858. Původní zastávka do roku 1918 nesla název Türmitz do roku 1938 Trmice, do roku 1940 opět Türmitz a pak Aussig-Türmitz, po druhé světové válce od roku 1945 nese název Trmice.

## Popis obvodu
Kolejiště bývalé stanice Trmice je z hlediska dopravního provozu součástí vjezdového nádraží stanice Ústí nad Labem západ. Provoz v celém obvodu je řízen výpravčími ze stavědla St 5 pomocí reléového zabezpečovacího zařízení s číslicovou volbou.
V kolejišti bývalé stanice je celkem šest dopravních kolejí, které jsou od výpravní budovy číslovány 7, 5, 3, 1, 2 a 4 (jedná se tak o duplicitní číslování s obvodem vnější nádraží ve stejné stanici). Jsou zde dvě nástupiště: jedno vnější jednostranné u budovy a koleje č. 7 (délka nástupiště 22 m, nástupní hrana ve výšce 200 mm nad temenem kolejnice), druhé ostrovní mezi kolejemi 1 a 2 (obě nástupní hrany mají délku 65 m a jsou ve výšce 300 mm nad temenem kolejnice). Cestující jsou o jízdách vlaků informováni pomocí staničního rozhlasu, který obsluhuje výpravčí II na St 5.

## Výpravní budova
V místě zastávky byl postaven typ většího strážního domku se dvěma kolmými křídly a spojovacím traktem. Ve strážním domku byla kancelář a výdejna vstupenek. Autorem stavby byl Josef Turba, architekt společnosti ATE. V roce 1874 byla otevřena z Trmic do Bíliny. Společnost v té době adaptovala původně dvoupodlažní obytný dům na novou výpravnu a starou výpravnu (strážní domek) přestavěla na obytný dům. V šedesátých letech 20. století budova z roku 1858 byla zbourána k vůli rozšiřování kolejiště.